# 格里戈里·霍杰尔
格里高利·吉比维奇·霍杰尔（Григорий Гибивич Хо́джер，1929—2006）是一位苏联-俄罗斯那乃族作家。1954年加入苏联共产党。曾获俄罗斯苏维埃联邦社会主义共和国功勋文化工作者（1991）称号。

## 生平
格里高利·霍杰尔1929年4月5日出生于上涅尔根村（今哈巴罗夫斯克边疆区那乃区）一个渔民和猎人的家庭。在故乡读完七年级后，进入马尔梅日罐头厂工作，担任制罐学徒工。之后在久恩村（с. Джуен）的村苏维埃担任书记。
1947年移居南萨哈林，在当地一个渔业共青团青年工作队工作了两年。1949年进入列宁格勒赫尔岑教育学院，毕业于历史系，随后返回远东。曾在《太平洋之星报》（«Тихоокеанская звезда»）编辑部工作，之后开始从事文学创作，成为职业作家。1956年毕业于赫尔岑国立列宁格勒教育学院（ЛГПИ имени А. И. Герцена）历史系。
霍杰尔的第一批作品发表于1953年。他的短篇小说集《最初的进展》（«Первые сдвиги»）于1958年出版单行本。他创作的中篇小说包括《海鸥在海上飞翔》（«Чайки над морем»）、《埃莫隆湖》（«Эморон-озеро»）、《德尔苏·乌扎拉的玄孙》（«Правнук Дерсу Узала»）、《最后的狩猎》（«Последняя охота»）、《雪是什么颜色的？》（«Какого цвета снег?»）、《盖奇》（«Гайчи»）、《空枪》（«Пустое ружье»）、《临阿穆尔河的公寓》（«Квартира с видом на Амур»）等。纪实中篇小说《奈欣人》（«Найхинцы»）献给参加过前线作战的那乃人。在三部曲《宽阔的阿穆尔河》（«Амур широкий»）中，展现了那乃人从19世纪末到20世纪30年代中期的生活。霍杰尔还创作了一系列儿童文学作品。他积极收集出版那乃民间文学，并编纂了苏联远东地区各民族的文学作品集。

## 纪念
2019年4月5日，在哈巴罗夫斯克市扎帕林街90号，为作家揭幕了纪念牌。

## 奖项与奖金
- 劳动红旗勋章
- 各民族人民友谊勋章
- 俄罗斯苏维埃联邦社会主义共和国功勋文化工作者（1991年12月2日）— 表彰其在文化领域的贡献及多年富有成效的工作[3]
- 俄罗斯苏维埃联邦社会主义共和国高尔基国家奖（1973年）— 因为他写作了三部曲《宽阔的阿穆尔河》